# マルチタレント
マルチタレントとは、俳優、歌手、演芸、司会、声優など多様なジャンルをこなす芸能人のこと。

## 概要
通常、芸能人はジャンル分けされるが、ジャンルを越えて活動するケースも増えている。放送番組へ出演している芸能人を「タレント」と呼ぶことが慣例になっているが、その中でも活動の幅を他のジャンルにも広げているタレントは「マルチタレント」と称される。ただし、厳密に区別されてはいないので、タレントとマルチタレントの境界は曖昧である。タレントは職業欄に「タレント」と記すことはあるが、マルチタレントは自ら「マルチタレント」と名乗ることはあまり無い。

## 日本のマルチタレント
（50音順・☆印は故人もしくは引退した人物〈音楽グループとしては解散〉)
- 青島幸男☆（作家、放送作家、俳優、タレント、政治家、第13代東京都知事、映画監督）
- 嵐⭐︎（俳優、バラエティタレント、司会者、ラジオパーソナリティ）
- IKKO（ヘアメイクアーティスト、バラエティタレント、書家）
- いとうせいこう（小説家、ラッパー、司会者）
- 大泉洋（俳優、バラエティタレント、声優、歌手、司会者、ラジオパーソナリティ）
- 大竹まこと（俳優、バラエティタレント、コメンテーター、ラジオパーソナリティ）
- 落合陽一（メディアアーティスト、大学教員、実業家、男性タレント、写真家、随筆家）[3]
- 加藤賢崇（俳優、声優、ミュージシャン）
- 加藤シゲアキ (アイドル、俳優、小説家、タレント)
- 神木隆之介（俳優、声優、YouTuber）
- 川平慈英（スポーツキャスター、ナレーター、バラエティタレント、俳優）[4]
- KinKi Kids（俳優、司会者）
- 神田沙也加☆（女優、歌手、シンガーソングライター、作詞家、作曲家、タレント、声優、ナレーター）
- 小島瑠璃子（バラエティタレント、司会者、グラビアアイドル、スポーツキャスター）[5]
- 小松政夫（コメディアン、タレント、俳優、声優）
- 堺正章（司会者、コメディアン、ミュージシャン）
- 坂上忍（バラエティタレント、司会者、コメンテーター、俳優）
- 篠原涼子（女優、歌手）
- 島田紳助☆（お笑い芸人、司会者、作詞家、プロデューサー、俳優、歌手、映画監督、小説家）
- 笑福亭鶴光（落語家、司会者、バラエティタレント、ラジオパーソナリティ）
- 笑福亭鶴瓶（落語家、司会者、バラエティタレント、声優）
- SUPER EIGHT（旧・関ジャニ∞時代のメンバーだった内博貴、渋谷すばる、錦戸亮も含む。俳優、バラエティタレント、司会者。）
- スーパー・ササダンゴ・マシン（プロレスラー、実業家、タレント、ラジオパーソナリティ、脚本家、プラモデル原型師）
- SMAP☆（俳優、バラエティタレント、司会者、声優〈声優のみ、森且行は除く〉）
- DAIGO（ミュージシャン、シンガーソングライター、ボーカリスト、俳優、声優、タレント、司会者）
- ダウンタウン（歌手、俳優、司会者）
- 高島忠夫☆（俳優、司会者）
- 武田鉄矢（俳優、歌手、司会者、ラジオパーソナリティ）
- 竹中直人 (俳優、声優、映画監督、コメディアン、歌手)
- 谷原章介（俳優、司会者）
- 寺尾聰（シンガーソングライター、ベーシスト、俳優）
- TOKIO⭐︎（山口達也、長瀬智也も含む。俳優、バラエティタレント、司会者。）
- 所ジョージ（ミュージシャン、コメディアン、バラエティタレント、司会者、声優）
- 戸田恵子（女優、声優、歌手）
- ザ・ドリフターズ（音楽バンド、コントグループ、俳優、歌手）
- ドン小西（ファッションデザイナー、ファッションチェッカー、大学教員、経営者）
- とんねるず（歌手、俳優、司会者）
- 中江有里（女優、脚本家、文筆家、コメンテーター）
- 中川翔子（歌手、声優、イラストレーター、漫画家、アイドル）
- ビートたけし（お笑い芸人、司会者、映画監督、俳優）
- ピエール瀧（ミュージシャン、俳優、声優、ナレーター、ラジオパーソナリティ）
- ふかわりょう（お笑い芸人、クラブDJ、司会者、コメンテーター、ミュージシャン、エッセイスト）
- 福山雅治（シンガーソングライター、俳優、ラジオパーソナリティ、写真家）[6]
- ベリッシモ・フランチェスコ（料理研究家、外国人タレント、実業家、空手家）
- 星野源（シンガーソングライター、俳優、声優、文筆家、ラジオパーソナリティ）[7]
- 又吉直樹（お笑い芸人、小説家）
- 松尾貴史（タレント、俳優、ナレーター、DJ、コラムニスト）
- 松本まりか（女優、ナレーター、声優）
- 水樹奈々（声優、歌手、ナレーター）
- 山寺宏一（声優、ナレーター、司会者）[8]
- リリー・フランキー（俳優、イラストレーター、作家、ミュージシャン）[9]
- 安田顕（俳優、バラエティタレント、声優、ラジオパーソナリティ）
- 山田邦子（お笑い芸人、タレント、司会者、歌手、女優、作詞家、小説家）
- ユースケ・サンタマリア（俳優、歌手、司会者）

## 日本以外のマルチタレント

### イギリス
- ガイ・プラット（歌手、俳優、作曲家、シンガーソングライター、コメディアン）